# Sainte-Colombe-de-Duras
Sainte-Colombe-de-Duras é uma comuna francesa na região administrativa da Nova Aquitânia, no departamento Lot-et-Garonne. Estende-se por uma área de 7,25 km². Em 2010 a comuna tinha 106 habitantes (densidade: 14,6 hab./km²).